# Opolski Festiwal Skoków
Opolski Festiwal Skoków – coroczny mityng lekkoatletyczny organizowany w Opolu od 2006 roku. Główną konkurencją zawodów jest skok wzwyż.
W latach 2006–2008 areną zmagań był Stadion Gwardia, a od 2009 roku Stadion im. Opolskich Olimpijczyków. W zawodach biorą udział gwiazdy polskiej i światowej lekkoatletyki. Podczas zawodów w 2010 roku skoczek wzwyż Iwan Uchow uzyskał rezultat 2,36 i tym samym ustanowił rekord obiektu w tej konkurencji.
W 2020 roku zawody się nie odbyły z powodu pandemii koronawirusa.
Gośćmi specjalnymi corocznych edycji festiwalu są gwiazdy polskiej lekkoatletyki m.in. Zdzisław Hoffman, Władysław Kozakiewicz, Artur Partyka, Irena Szewińska (zmarła w 2018 roku).

## Edycje zawodów
| Edycja | Data          | Miasto | Obiekt                              |
| ------ | ------------- | ------ | ----------------------------------- |
| 1      | 23.09.2006    | Opole  | Stadion Gwardia                     |
| 2      | 21.09.2007    | Opole  | Stadion Gwardia                     |
| 3      | 16.09.2008    | Opole  | Stadion Gwardia                     |
| 4      | 12.09.2009    | Opole  | Stadion im. Opolskich Olimpijczyków |
| 5      | 11.09.2010    | Opole  | Stadion im. Opolskich Olimpijczyków |
| 6      | 12.06.2011    | Opole  | Stadion im. Opolskich Olimpijczyków |
| 7      | 06.06.2012    | Opole  | Stadion im. Opolskich Olimpijczyków |
| 8      | 09.06.2013    | Opole  | Stadion im. Opolskich Olimpijczyków |
| 9      | 15.06.2014    | Opole  | Stadion im. Opolskich Olimpijczyków |
| 10     | 31.05.2015    | Opole  | Stadion im. Opolskich Olimpijczyków |
| 11     | 11.06.2016    | Opole  | Stadion im. Opolskich Olimpijczyków |
| 12     | 03–04.06.2017 | Opole  | Stadion im. Opolskich Olimpijczyków |
| 13     | 16–17.06.2018 | Opole  | Stadion im. Opolskich Olimpijczyków |
| 14     | 22–23.06.2019 | Opole  | Stadion im. Opolskich Olimpijczyków |
| 15     | 11–12.06.2021 | Opole  | Stadion im. Opolskich Olimpijczyków |
| 15     | 12.09.2021    | Opole  | Stadion im. Opolskich Olimpijczyków |
| 16     | 25.06.2022    | Opole  | Stadion im. Opolskich Olimpijczyków |
| 17     | 18.06.2023    | Opole  | Stadion im. Opolskich Olimpijczyków |
| 18     | 26.05.2024    | Opole  | Stadion im. Opolskich Olimpijczyków |
| 19     | 01.06.2025    | Opole  | Stadion im. Opolskich Olimpijczyków |